# بمب کنارجاده‌ای

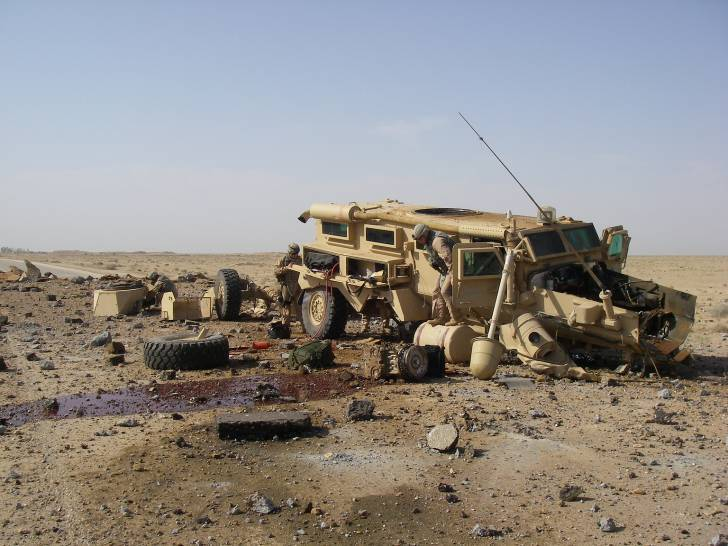
یک خودرو زرهی آمریکایی که با یک بمب کنارجاده‌ای حدوداً ۲۰۰ کیلویی در عراق آسیب دیده‌است.

بمب کنار جاده‌ای یا دستگاه انفجاری ابداعی یک بمب دست‌ساز است که به شیوه‌های غیرمرسوم نظامی به کار گرفته می‌شود. بمب کنار جاده‌ای ممکن است از مواد منفجرهٔ مرسوم نظامی مانند خمپاره که به یک سازوکار انفجاری متصل شده‌است، ساخته شده باشد.
بمب‌های کنارجاده‌ای ممکن است در فعالیت‌های تروریستی یا در جنگ‌های نامنظم به‌وسیلهٔ چریک‌ها یا در ارتش‌های منظم توسط نیروهای کماندو استفاده شود. این بمب‌ها در جنگ دوم عراق به صورت گسترده علیه نیروهای ائتلاف استفاده شد و در پایان سال ۲۰۰۷ میلادی این دستگاه‌های انفجاری مسئول تقریباً ۶۳٪ از تلفات نیروهای ائتلاف در عراق بود. این دستگاه‌های انفجاری همچنین در افغانستان به‌وسیلهٔ گروه‌های شورشی استفاده شد و موجب بیش از ۶۶٪ از تلفات نیروهای ائتلاف از زمان جنگ افغانستان تاکنون بوده‌است.
همچنین بمب‌های کنارجاده‌ای به صورت گسترده به وسیله نیروهای سازمان شورشی ببرهای تامیل علیه اهداف نظامی در سری‌لانکا استفاده می‌شدند.